# Storfors
Storfors ist eine Ortschaft (Tätort) in der schwedischen Provinz Värmlands län und Hauptort der Gemeinde gleichen Namens. Der Ort liegt am Fluss Storforsälven, der die Seen Mögsjön und Öjevettern verbindet.
Größere Orte in der Umgebung sind Karlskoga (30 km südöstlich), Kristinehamn (28 km südlich) und Karlstad (50 km südwestlich). Im Ort befindet sich ein Bahnhof an der Inlandsbahn Mora–Kristinehamn. Dominierender Wirtschaftszweig war lange die Eisenverarbeitung.
Die Kirche des Ortes nach Zeichnungen von Tor Engloos ist relativ neu. Sie wurde 1959 eröffnet. Weitere Sehenswürdigkeiten sind der Hof des Heimatvereins mit Zusammenkünften während der traditionellen Festtage und Värmlands Brandhistorisches Museum.

## Persönlichkeiten
- Lars-Erik Cederman  (* 1963), Politikwissenschaftler